# Trichonta palustris
Trichonta palustris är en tvåvingeart som beskrevs av Maximova 2002. Trichonta palustris ingår i släktet Trichonta och familjen svampmyggor. Inga underarter finns listade i Catalogue of Life.